# Swoop
Swoop war eine kanadische Billigfluggesellschaft mit Sitz in Calgary und Basis auf dem John C. Munro Hamilton International Airport in Hamilton. Das Unternehmen ist eine Tochtergesellschaft von WestJet.

## Geschichte
Die Fluggesellschaft wurde am 27. September 2017 offiziell vorgestellt, der Erstflug erfolgte am 20. Juni 2018. Sie hatte ihren Sitz in Calgary, Alberta und wurde nach WestJets Wunsch dazu gegründet, um im  kanadischen Markt ein neues Businessmodell zu etablieren. Kurz nach der Gründung wurde bekannt gegeben, dass sich der Heimatflughafen von Swoop nicht in Calgary befinden werde, sondern in einer anderen nahegelegenen Stadt wie Edmonton, Abbotsford oder Winnipeg, wobei jedoch der Sitz aufgrund geringerer Steuern und größerem Marktanteil in Alberta bleiben solle. Am 1. Februar 2018 begann Swoop Tickets zu verkaufen und gab den John C. Munro Hamilton International Airport als Heimatflughafen bekannt.
2020 begann Swoop, den Toronto Pearson International Airport zu nutzen. Bis 2021 wuchs die Flotte auf zehn Boeing 737-800 an, im nächsten Jahr wurden sechs Boeing 737 Max 8 eingeflottet.
Am 29. Oktober 2023 wurde die Fluggesellschaft vollständig in ihre Muttergesellschaft WestJet integriert und gab seine selbständige Tätigkeit auf.

## Flugziele
| Swoop Flugziele         | Swoop Flugziele          | Swoop Flugziele              | Swoop Flugziele | Swoop Flugziele | Swoop Flugziele                                           | Swoop Flugziele |
| Staat                   | Landesteil               | Stadt                        | IATA            | ICAO            | Flughafen                                                 | Anmerkungen     |
| ----------------------- | ------------------------ | ---------------------------- | --------------- | --------------- | --------------------------------------------------------- | --------------- |
| Dominikanische Republik |                          | Punta Cana                   | PUJ             | MDPC            | Aeropuerto Internacional de Punta Cana                    |                 |
| Jamaika                 |                          | Kingston                     | KIN             | MKJP            | Norman Manley International Airport                       |                 |
| Jamaika                 |                          | Montego Bay                  | MBJ             | MKJS            | Sangster International Airport                            |                 |
| Kanada                  | British Columbia         | Abbotsford                   | YXX             | CYXX            | Abbotsford International Airport                          | Operative Basis |
| Kanada                  | Prince Edward Island     | Charlottetown                | YYG             | CYYG            | Charlottetown Airport                                     |                 |
| Kanada                  | Alberta                  | Edmonton                     | YEG             | CYEG            | Edmonton International Airport                            | Operative Basis |
| Kanada                  | Nova Scotia              | Halifax                      | YHZ             | CYHZ            | Halifax Stanfield International Airport                   |                 |
| Kanada                  | Ontario                  | Hamilton                     | YHM             | CYHM            | John C. Munro Hamilton International Airport              | Operative Basis |
| Kanada                  | British Columbia         | Kelowna                      | YLW             | CYLW            | Kelowna International Airport                             |                 |
| Kanada                  | Ontario                  | London (Ontario)             | YXU             | CYXU            | London International Airport                              |                 |
| Kanada                  | New Brunswick            | Moncton                      | YQM             | CYQM            | Greater Moncton Roméo LeBlanc International Airport       |                 |
| Kanada                  | Neufundland und Labrador | St. John’s                   | YYT             | CYYT            | St. John’s International Airport                          |                 |
| Kanada                  | Ontario                  | Toronto                      | YYZ             | CYYZ            | Toronto Pearson International Airport                     | Operative Basis |
| Kanada                  | British Columbia         | Victoria                     | YYJ             | CYYJ            | Victoria International Airport                            |                 |
| Kanada                  | Manitoba                 | Winnipeg                     | YWG             | CYWG            | Winnipeg James Armstrong Richardson International Airport | Operative Basis |
| Kuba                    |                          | Varadero                     | VRA             | MUVR            | Aeropuerto Internacional Juan Gualberto Gómez             |                 |
| Mexiko                  | Quintana Roo             | Cancún                       | CUN             | MMUN            | Aeropuerto Internacional de Cancún                        |                 |
| Mexiko                  | Baja California Sur      | Los Cabos                    | SJD             | MMSD            | Aeropuerto Internacional de Los Cabos                     |                 |
| Mexiko                  | Sinaloa                  | Mazatlán                     | MZT             | MMMZ            | Aeropuerto Internacional de Mazatlán                      | Saisonal        |
| Mexiko                  | Jalisco                  | Puerto Vallarta              | PVR             | MMPR            | Aeropuerto Internacional Licenciado Gustavo Díaz Ordaz    | Saisonal        |
| Vereinigte Staaten      | Florida                  | Fort Lauderdale              | FLL             | KFLL            | Fort Lauderdale-Hollywood International Airport           |                 |
| Vereinigte Staaten      | Nevada                   | Las Vegas                    | LAS             | KLAS            | Harry Reid International Airport                          |                 |
| Vereinigte Staaten      | Arizona                  | Mesa                         | AZA             | KIWA            | Phoenix-Mesa Gateway Airport                              | Saisonal        |
| Vereinigte Staaten      | Florida                  | Saint Petersburg, Clearwater | PIE             | KPIE            | St. Petersburg-Clearwater International Airport           |                 |
| Vereinigte Staaten      | Florida                  | Sanford, Orlando             | SFB             | KSFB            | Orlando Sanford International Airport                     |                 |

## Flotte

### Aktuelle Flotte
Zum Zeitpunkt der Betriebseinstellung im Oktober 2023 bestand die Flotte der Swoop aus 15 Flugzeugen mit einem Durchschnittsalter von 6,8 Jahren:
| Flugzeugtyp      | Anzahl | bestellt | Anmerkungen                                   | Sitzplätze |
| ---------------- | ------ | -------- | --------------------------------------------- | ---------- |
| Boeing 737-800   | 10     |          | eine inaktiv; 39 Sitze mit extra Beinfreiheit | 189        |
| Boeing 737 MAX 8 | 05     |          | drei inaktiv                                  | 189        |
| Gesamt           | 15     |          |                                               |            |

Swoops Flotte war mit Recaro BL3520 Ledersitzen und pinken Kopfstützen über den Sitzen ausgestattet. Alle Sitze verfügten über einen Tisch, eine Sitztasche, eine einstellbare Kopfstütze und eine bewegliche Armlehne (bis auf Reihe 1).

### Bemalung
Swoops Flugzeugflotte war mit dem Swoop Logo auf dem ganzen Rumpf bemalt, sowie ein pinkfarbenes Heck und darüber ein weißer Streifen. Alle Flugzeuge bekamen einen Namen der unter dem Cockpitfenstern auf beiden Seiten steht. Die Namen (2022) und Luftfahrzeugkennzeichen von Swoops Flugzeugen waren:
| Name          | Flugzeugtyp    | Luftfahrzeugkennzeichen |
| ------------- | -------------- | ----------------------- |
| #Hamilton     | Boeing 737-800 | C-GDMP                  |
| #Abbotsford   | Boeing 737-800 | C-FPLS                  |
| #Bob          | Boeing 737-800 | C-GXRW                  |
| #Jon          | Boeing 737-800 | C-FONK                  |
| #Chinook      | Boeing 737-800 | C-FLBV                  |
| #OhCanada     | Boeing 737-800 | C-FYBK                  |
| #Bruce        | Boeing 737-800 | C-FLSF                  |
| #Blowin’aGale | Boeing 737-800 | C-FYPB                  |
| #Aurora       | Boeing 737-800 | C-GNDG                  |
| #Edmonton     | Boeing 737-800 | C-GYSD                  |

| Name           | Flugzeugtyp      | Luftfahrzeugkennzeichen |
| -------------- | ---------------- | ----------------------- |
| #Swoopster     | Boeing 737 MAX 8 | C-GJKK                  |
| #Toronto       | Boeing 737 MAX 8 | C-GISM                  |
| #Halifax       | Boeing 737 MAX 8 | C-GYLP                  |
| #Charlottetown | Boeing 737 MAX 8 | C-GLVU                  |
| #Kelowna       | Boeing 737 MAX 8 | C-GXJR                  |
| #Swoopon       | Boeing 737 MAX 8 | C-GORP                  |

### In-Flight-Entertainment und In-Seat-Power
Swoop bot ein In-Flight-Entertainment und Internet über ihre mobile App an. Zu der Swoop App erhielt man Zugang über alle internetfähigen Mobilgerälte, darunter Handys, Tablets und Laptops. Der In-Flight-Entertainment-Bereich der App heißt „Swoop Stream“, Passagiere waren in der Lage Live-TV, Filme und TV-Serien anzusehen. Dieser Service war momentan kostenlos, Swoop plante aber diesen in einen bezahlten Service umzuwandeln. 
Swoops Flotte war mit Strom- und USB-Anschlüssen an jedem Sitz ausgestattet.